# Isländische Fußballnationalmannschaft
Die isländische Fußballnationalmannschaft der Männer (isländisch Íslenska karlalandsliðið í knattspyrnu) repräsentiert den Isländischen Fußball-Bund (KSÍ) als Auswahlmannschaft bei Länderspielen auf internationaler Ebene gegen Mannschaften anderer nationaler Verbände. In der FIFA-Weltrangliste steht sie auf Platz 71 (Stand: Juli 2024).
Ihre größten Erfolge sind die Qualifikationen zur Fußball-Europameisterschaft 2016, bei der sie es überraschenderweise bis ins Viertelfinale schaffte, sowie zur Fußball-Weltmeisterschaft 2018.

## Teilnahme Islands an Fußball-Weltmeisterschaften
- 1930 bis 1950 – nicht teilgenommen
- 1954 – war kein FIFA-Mitglied
- 1958 – nicht qualifiziert
- 1962 bis 1970 – nicht teilgenommen
- 1974 bis 2014 – nicht qualifiziert
- 2018 – Vorrunde
- 2022 – nicht qualifiziert

## Teilnahme Islands an Fußball-Europameisterschaften
- 1960 – nicht teilgenommen
- 1964 – nicht qualifiziert
- 1968 bis 1972 – nicht teilgenommen
- 1976 bis 2012 – nicht qualifiziert
- 2016 – Viertelfinale
- 2021 – nicht qualifiziert
- 2024 – nicht qualifiziert

## UEFA Nations League
- 2018/19: Liga A, 3. Platz mit 4 Niederlagen (Abstieg durch Aufstockung der Liga vermieden)
- 2020/21: Liga A, 4. Platz mit 6 Niederlagen (Abstieg)
- 2022/23: Liga B, 2. Platz mit 4 Remis (die der Gruppe zugeloste russische Mannschaft wurde wegen des Überfalls auf die Ukraine gesperrt und muss in Liga C absteigen)
- 2024/25: Liga B, 3. Platz mit 2 Siegen, 1 Remis, 3 Niederlagen, in der Relegation am Kosovo gescheitert, Abstieg in Liga C

## Geschichte
Ein Meilenstein für den isländischen Fußball war der 2:0-Sieg gegen Italien in einem Freundschaftsspiel am 18. August 2004 im Nationalstadion Laugardalsvöllur mit 20.034 anwesenden Zuschauern (damaliger isländischer Rekord).
In der Qualifikation für die WM 2014 in Brasilien traf Island auf Albanien, Norwegen, die Schweiz, Slowenien und Zypern. Island erreichte den zweiten Gruppenplatz, spielte in den Play-offs am 15. und 19. November 2013 gegen Kroatien und verlor nach einem torlosen Remis in Reykjavík 0:2 in Zagreb.
In der Qualifikation zur EM 2016 spielte Island gegen die Niederlande, Tschechien, die Türkei, Lettland sowie erstmals Kasachstan, womit die beiden geografisch am weitesten auseinander gelegenen UEFA-Mitglieder aufeinandertrafen.
In dieser Qualifikation besiegte die isländische Nationalmannschaft die nach dem UEFA-Koeffizienten drittstärkste Mannschaft der Qualifikation, die Niederlande, in beiden Spielen. Nach einem 0:0 gegen Kasachstan am 6. September 2015 stand Island mit 19 Punkten an erster Position der Gruppe A und sieben Punkte vor dem Dritten Türkei. Damit waren die Isländer bei zwei verbleibenden Spieltagen nicht mehr einzuholen und qualifizierten sich direkt für die Europameisterschaft 2016 – die erste Teilnahme an einer EM-Endrunde. Dort erreichten die Nordeuropäer nach Unentschieden gegen Portugal und Ungarn und einem Sieg über Österreich das Achtelfinale und zogen durch einen 2:1-Sieg gegen England ins Viertelfinale ein, welches sie jedoch mit 2:5 gegen Gastgeber Frankreich verloren. Der Sprung ins Viertelfinale einer Europameisterschaft stellt somit den bislang größten Erfolg einer isländischen Fußballnationalmannschaft dar.
In der Qualifikation zur WM 2018 traf Island auf Kroatien, die Ukraine, die Türkei, Finnland und den Kosovo und qualifizierte sich als Tabellenerster erstmals für das Endturnier einer Fußball-Weltmeisterschaft. Dort traf man in der Gruppe D auf Argentinien, Nigeria und Kroatien. Bis in die Schlussphase des letzten Gruppenspiels gegen Kroatien bestand die Chance auf ein Weiterkommen, letztendlich belegte man mit einem, gegen Argentinien geholten Punkt nur den vierten Platz.
Die Spieler konnten in der Vergangenheit nur im kurzen isländischen Sommer trainieren; durch den Bau von Hallen und eine Optimierung der Trainerausbildung wurde hier eine deutliche Verbesserung herbeigeführt.
Zur Fußball-Europameisterschaft 2021 konnte sich das Team nicht qualifizieren. Es scheiterte im Finale der Play-offs gegen die ungarische Nationalmannschaft mit einer 1:2-Niederlage.

## Trivia
- Im Freundschaftsspiel vom 24. April 1996 gegen Estland in Tallinn wurde in der zweiten Halbzeit Eiður Guðjohnsen als Ersatz für seinen Vater Arnór eingewechselt. Das war das erste Mal, dass ein Vater und sein Sohn im gleichen internationalen Match spielten.
- Nachdem Deutschland am 6. September 2003 auf Island nicht über ein 0:0 hinausgekommen war, verlor der damalige DFB-Teamchef Rudi Völler während eines ARD-Interviews die Beherrschung und beleidigte die anwesenden Kommentatoren.[3]
- Während der erfolgreichen Fußball-Europameisterschaft 2016 erlangten die Fans Islands Bekanntheit durch ihren charakteristischen, Assoziationen zu den Wikingern erzeugenden Schlachtruf: ein lautes „Hu!“, das sich in immer schnellerer Folge mit Händeklatschen abwechselt.[4]

## Aktueller Kader
Die Tabelle nennt die Spieler, die im Kader für das Relegationsspiele der Nations League gegen den Kosovo im März 2025 nominiert wurden.
- Stand der Leistungsdaten: 23. März 2025 (nach den Spielen gegen den Kosovo)

| Nr. 1      | Name                        | Geburtstag    | Spiele | Tore | Verein                      | Debüt         | Letzter Einsatz |
| Tor        | Tor                         | Tor           | Tor    | Tor  | Tor                         | Tor           | Tor             |
| ---------- | --------------------------- | ------------- | ------ | ---- | --------------------------- | ------------- | --------------- |
| 01         | Elías Rafn Ólafsson         | 11. März 2000 | 006    | 0    | FC Midtjylland              | 8. Okt. 2021  | 16. Nov. 2023   |
| 12         | Hákon Rafn Valdimarsson     | 13. Okt. 2001 | 019    | 0    | FC Brentford                | 12. Jan. 2022 | 23. März 2025   |
| 13         | Lúkas Petersson             | 9. Feb. 2004  | 004    | 0    | TSG 1899 Hoffenheim         | –             | –               |
| Abwehr     |                             |               |        |      |                             |               |                 |
| 02         | Logi Tómasson               | 13. Sep. 2000 | 009    | 1    | Strømsgodset IF             | 6. Nov. 2022  | 23. März 2025   |
| 05         | Sverrir Ingi Ingason        | 5. Aug. 1993  | 057    | 3    | Panathinaikos Athen         | 21. Jan. 2014 | 23. März 2025   |
| 03         | Valgeir Lunddal Friðriksson | 24. Sep. 2001 | 016    | 0    | Fortuna Düsseldorf          | 4. Juni 2021  | 23. März 2025   |
| Mittelfeld |                             |               |        |      |                             |               |                 |
| 17         | Aron Gunnarsson             | 22. Apr. 1989 | 106    | 5    | al-Gharafa SC               | 2. Feb. 2008  | 23. März 2025   |
| 21         | Arnór Ingvi Traustason      | 30. Apr. 1993 | 065    | 6    | IFK Norrköping              | 13. Nov. 2015 | 23. März 2025   |
| 19         | Bjarki Steinn Bjarkason     | 11. Mai 2000  | 005    | 0    | FC Venedig                  | 6. Nov. 2022  | 23. März 2025   |
| 04         | Guðlaugur Victor Pálsson    | 30. Apr. 1991 | 048    | 2    | Plymouth Argyle             | 4. Juni 2014  | 20. März 2025   |
| 08         | Hákon Arnar Haraldsson      | 10. Apr. 2003 | 020    | 3    | OSC Lille                   | 2. Juni 2022  | 20. März 2025   |
| 06         | Ísak Jóhannesson            | 23. März 2003 | 033    | 4    | Fortuna Düsseldorf          | 18. Nov. 2020 | 23. März 2025   |
| 11         | Jón Dagur Þorsteinsson      | 26. Nov. 1998 | 044    | 6    | Hertha BSC                  | 15. Nov. 2018 | 23. März 2025   |
| 18         | Júlíus Magnússon            | 28. Juni 1998 | 005    | 0    | IF Elfsborg                 | 9. Juni 2022  | 12. Jan. 2023   |
| 20         | Kristian Hlynsson           | 23. Jan. 2004 | 003    | 0    | Sparta Rotterdam            | 16. Nov. 2023 | 23. März 2025   |
| 23         | Mikael Egill Ellertsson     | 11. März 2002 | 020    | 1    | FC Venedig                  | 8. Okt. 2021  | 20. März 2025   |
|            | Mikael Neville Anderson     | 1. Juli 1998  | 031    | 2    | Aarhus GF                   | 18. Jan. 2018 | 14. Okt. 2024   |
| 16         | Stefán Teitur Þórðarson     | 16. Okt. 1998 | 028    | 1    | Preston North End           | 15. Jan. 2020 | 20. März 2025   |
| 15         | Willum Þór Willumsson       | 23. Okt. 1998 | 016    | 0    | Birmingham City             | 15. Jan. 2019 | 23. März 2025   |
| 14         | Þórir Jóhann Helgason       | 28. Sep. 2000 | 018    | 2    | US Lecce                    | 29. Mai 2021  | 23. März 2025   |
| Sturm      |                             |               |        |      |                             |               |                 |
| 10         | Albert Guðmundsson          | 15. Juni 1997 | 039    | 100  | CFC Genua                   | 10. Jan. 2017 | 23. März 2025   |
| 22         | Andri Guðjohnsen            | 29. Jan. 2002 | 032    | 8    | KAA Gent                    | 2. Sep. 2021  | 23. März 2025   |
| 09         | Orri Steinn Óskarsson       | 29. Aug. 2004 | 016    | 7    | Real Sociedad San Sebastián | 8. Sep. 2023  | 23. März 2025   |

## Rekordspieler
| Rang | Name                    | Einsätze | Tore | Position          | Zeitraum  | Rekordnationalspieler |
| ---- | ----------------------- | -------- | ---- | ----------------- | --------- | --- |
| 01.  | Birkir Bjarnason        | 113      | 15   | Mittelfeld        | 2010–     | seit 14. November 2021 (105 Spiele)                                                                                              |
| 02.  | Aron Gunnarsson         | 107      | 05   | Mittelfeld        | 2008–     | |
| 03.  | Rúnar Kristinsson       | 104      | 03   | Mittelfeld        | 1987–2004 | 8. September 1999 bis 14. November 2021 (78 bis 104 Spiele)                                                                      |
| 04.  | Birkir Már Sævarsson    | 104      | 03   | Abwehr/Mittelfeld | 2007–2021 | |
| 05.  | Jóhann Berg Guðmundsson | 099      | 08   | Angriff           | 2008–     | |
| 06.  | Ragnar Sigurðsson       | 097      | 05   | Abwehr            | 2007–2020 | |
| 07.  | Kári Árnason            | 090      | 06   | Abwehr/Mittelfeld | 2005–2021 | |
| 08.  | Hermann Hreiðarsson     | 089      | 05   | Abwehr            | 1996–2011 | |
| 09.  | Eiður Guðjohnsen        | 088      | 26   | Angriff           | 1996–2016 | |
| 10.  | Ari Freyr Skúlason      | 083      | 0    | Mittelfeld        | 2009–2021 | |
| 10.  | Gylfi Sigurðsson        | 083      | 27   | Angriff           | 2010–     | |
| 12.  | Guðni Bergsson          | 080      | 01   | Mittelfeld        | 1984–2003 | 9. Oktober bis 10. November 1996 zusammen mit Ólafur Þórðarson (71 Spiele) 7. Juni 1997 bis 8. September 1999 (73 bis 77 Spiele) |
| 13.  | Hannes Þór Halldórsson  | 077      | 0    | Tor               | 2011–2021 | |
| 14.  | Birkir Kristinsson      | 074      | 0    | Tor               | 1988–2004 | |
| 14.  | Brynjar Gunnarsson      | 074      | 04   | Mittelfeld        | 1997–2009 | |
| 16.  | Alfreð Finnbogason      | 073      | 18   | Angriff           | 2010–     | |
| 16.  | Arnór Guðjohnsen        | 073      | 14   | Angriff           | 1979–1997 | |
| 16.  | Emil Hallfreðsson       | 073      | 01   | Mittelfeld        | 2005–2020 | |
| 19.  | Ólafur Þórðarson        | 072      | 05   | Mittelfeld        | 1984–1996 | 9. Oktober bis 10. November 1996 zusammen mit Guðni Bergsson (71 Spiele) 10. November 1996 bis 7. Juni 1997 (72 Spiele)          |
| 20.  | Árni Gautur Arason      | 071      | 0    | Tor               | 1998–2010 | |
| 20.  | Arnar Grétarsson        | 071      | 02   | Mittelfeld        | 1991–2004 | |
| 21.  | Atli Eðvaldsson †       | 070      | 08   | Angriff           | 1976–1991 | |

Stand: 6. August 2025

## Rekordtorschützen
Gylfi Sigurðsson ist seit dem 16. Oktober 2023 Rekordtorschütze, als er beim 4:0 im EM-Qualifikationsspiel gegen Liechtenstein mit seinem 27. Tor den Rekord von Eiður Guðjohnsen und Kolbeinn Sigþórsson überbot.
| Rang | Name                  | Tore | Einsätze | Quote | Zeitraum  |
| ---- | --------------------- | ---- | -------- | ----- | --------- |
| 01.  | Gylfi Sigurðsson      | 27   | 83       | 0,33  | 2010–     |
| 02.  | Kolbeinn Sigþórsson   | 26   | 64       | 0,41  | 2010–2021 |
| 02.  | Eiður Guðjohnsen      | 26   | 88       | 0,30  | 1996–2016 |
| 04.  | Alfreð Finnbogason    | 18   | 73       | 0,25  | 2010–     |
| 05.  | Ríkharður Jónsson †   | 17   | 33       | 0,52  | 1947–1965 |
| 06.  | Birkir Bjarnason      | 15   | 1130     | 0,13  | 2010–     |
| 07.  | Ríkharður Daðason     | 14   | 44       | 0,32  | 1991–2003 |
| 07.  | Arnór Guðjohnsen      | 14   | 73       | 0,19  | 1979–1997 |
| 09.  | Þórður Guðjónsson     | 13   | 58       | 0,22  | 1993–2004 |
| 10.  | Tryggvi Guðmundsson   | 12   | 42       | 0,29  | 1997–2008 |
| 10.  | Heiðar Helguson       | 12   | 55       | 0,22  | 1999–2011 |
| 12.  | Pétur Pétursson       | 11   | 41       | 0,27  | 1978–1990 |
| 12.  | Matthías Hallgrímsson | 11   | 45       | 0,24  | 1968–1977 |
| 14.  | Albert Guðmundsson    | 10   | 39       | 0,26  | 2017–     |
| 14.  | Helgi Sigurðsson      | 10   | 62       | 0,16  | 1993–2008 |
| 14.  | Eyjólfur Sverrisson   | 10   | 66       | 0,15  | 1990–2001 |

Quellen: RSSSF, eu-football.info, KSI
Stand: 6. August 2025

## Bekannte Spieler
- Atli Eðvaldsson (1976–1991), 70 Spiele und 8 Tore für Island. Damaliger Rekordnationalspieler; spielte in Deutschland für Borussia Dortmund, Fortuna Düsseldorf und Bayer 05 Uerdingen
- Ásgeir Sigurvinsson (1972–1989), 45 Spiele und 5 Tore für Island. Spielte in Deutschland für Bayern München und den VfB Stuttgart
- Alfreð Finnbogason (2010–2023), 73 Spiele und 18 Tore für Island. Spielte in Deutschland für den FC Augsburg
- Gylfi Sigurðsson (seit 2010), 83 Spiele und 27 Tore für Island. Rekordtorschütze; spielte in Deutschland für die TSG 1899 Hoffenheim

## Trainer
- Atli Edvaldsson (2000–2003)
- Ásgeir Sigurvinsson (2003–2005)
- Logi Ólafsson (2005)
- Eyjólfur Sverrisson (2005–2007)
- Ólafur Jóhannesson (2007–2011)
- Lars Lagerbäck (2012–2016)
- Heimir Hallgrímsson (2016–2018)
- Erik Hamrén (2018–2020)
- Arnar Viðarsson (2020–2023)
- Åge Hareide (2023–2024)
- Arnar Gunnlaugsson (seit 2025)

## Länderspiele gegen deutschsprachige Fußballnationalmannschaften

### Länderspiele gegen diedeutsche Fußballnationalmannschaft
|     | Datum             | Ort       | Heimmannschaft | Resultat | Gastmannschaft |
| --- | ----------------- | --------- | -------------- | -------- | -------------- |
| 01. | 3. August 1960    | Reykjavík | Island         | 0:5      | Deutschland    |
| 02. | 26. Mai 1979      | Reykjavík | Island         | 1:3      | Deutschland    |
| 03. | 6. September 2003 | Reykjavík | Island         | 0:0      | Deutschland    |
| 04. | 11. Oktober 2003  | Hamburg   | Deutschland    | 3:0      | Island         |
| 05. | 25. März 2021     | Duisburg  | Deutschland    | 3:0      | Island         |
| 06. | 8. September 2021 | Reykjavík | Island         | 0:4      | Deutschland    |

### Länderspiele gegen dieFußballnationalmannschaft der DDR
|     | Datum              | Ort       | Heimmannschaft                  | Resultat | Gastmannschaft                   |
| --- | ------------------ | --------- | ------------------------------- | -------- | -------------------------------- |
| 01. | 17. Juli 1973      | Reykjavík | Island                          | 1:2      | Deutsche Demokratische Republik  |
| 02. | 19. Juli 1973      | Reykjavík | Island                          | 0:2      | Deutsche Demokratische Republik  |
| 03. | 12. Oktober 1974   | Magdeburg | Deutsche Demokratische Republik | 1:1      | Island                           |
| 04. | 5. Juni 1975       | Reykjavík | Island                          | 2:1      | Deutsche Demokratische Republik  |
| 05. | 4. Dezember 1978   | Halle     | Deutsche Demokratische Republik | 3:1      | Island                           |
| 06. | 12. September 1979 | Reykjavík | Island                          | 0:3      | Deutsche Demokratische Republik} |
| 07. | 8. September 1982  | Reykjavík | Island                          | 0:1      | Deutsche Demokratische Republik} |
| 08. | 29. Oktober 1986   | Chemnitz  | Deutsche Demokratische Republik | 2:0      | Island                           |
| 09. | 3. Juni 1987       | Reykjavík | Island                          | 0:6      | Deutsche Demokratische Republik} |
| 10. | 19. Oktober 1988   | Berlin    | Deutsche Demokratische Republik | 2:0      | Island                           |
| 11. | 6. September 1989  | Reykjavík | Island                          | 0:3      | Deutsche Demokratische Republik} |

### Länderspiele gegen dieliechtensteinische Fussballnationalmannschaft
|     | Datum            | Ort       | Heimmannschaft | Resultat | Gastmannschaft |
| --- | ---------------- | --------- | -------------- | -------- | -------------- |
| 01. | 20. August 1997  | Eschen    | Liechtenstein  | 0:4      | Island         |
| 02. | 11. Oktober 1997 | Reykjavík | Island         | 4:0      | Liechtenstein  |
| 03. | 2. Juni 2007     | Reykjavík | Island         | 1:1      | Liechtenstein  |
| 04. | 17. Oktober 2007 | Vaduz     | Liechtenstein  | 3:0      | Island         |
| 05. | 11. Februar 2009 | La Manga  | Island         | 2:0      | Liechtenstein  |
| 06. | 11. August 2010  | Reykjavík | Island         | 1:1      | Liechtenstein  |
| 07. | 6. Juni 2016     | Reykjavík | Island         | 4:0      | Liechtenstein  |
| 08. | 31. März 2021    | Vaduz     | Liechtenstein  | 1:4      | Island         |
| 09. | 11. Oktober 2021 | Reykjavík | Island         | 4:0      | Liechtenstein  |
| 10. | 26. März 2023    | Vaduz     | Liechtenstein  | 0:7      | Island         |
| 11. | 16. Oktober 2023 | Reykjavík | Island         | 4:0      | Liechtenstein  |

### Länderspiele gegen dieluxemburgische Fußballnationalmannschaft
|     | Datum             | Ort        | Heimmannschaft | Resultat | Gastmannschaft |
| --- | ----------------- | ---------- | -------------- | -------- | -------------- |
| 01. | 21. August 1976   | Reykjavík  | Island         | 3:1      | Luxemburg      |
| 02. | 24. April 1985    | Ettelbrück | Luxemburg      | 0:0      | Island         |
| 03. | 28. März 1990     | Esch       | Luxemburg      | 1:2      | Island         |
| 04. | 20. Mai 1993      | Luxemburg  | Luxemburg      | 1:1      | Island         |
| 05. | 8. September 1993 | Reykjavík  | Island         | 1:0      | Luxemburg      |
| 06. | 10. März 1999     | Luxemburg  | Luxemburg      | 1:2      | Island         |
| 07. | 14. November 2009 | Luxemburg  | Luxemburg      | 1:1      | Island         |
| 08. | 8. September 2023 | Luxemburg  | Luxemburg      | 3:1      | Island         |
| 09. | 13. Oktober 2023  | Reykjavík  | Island         | 1:1      | Luxemburg      |

### Länderspiele gegen dieösterreichische Fußballnationalmannschaft
|     | Datum           | Ort         | Heimmannschaft | Resultat | Gastmannschaft |
| --- | --------------- | ----------- | -------------- | -------- | -------------- |
| 01. | 14. Juni 1989   | Reykjavík   | Island         | 0:0      | Österreich     |
| 02. | 23. August 1989 | Salzburg    | Österreich     | 2:1      | Island         |
| 03. | 30. Mai 2014    | Innsbruck   | Österreich     | 1:1      | Island         |
| 04. | 22. Juni 2016   | Saint-Denis | Island         | 2:1      | Österreich     |

### Länderspiele gegen dieSchweizer Fussballnationalmannschaft
|     | Datum             | Ort        | Heimmannschaft | Resultat | Gastmannschaft |
| --- | ----------------- | ---------- | -------------- | -------- | -------------- |
| 01. | 22. Mai 1979      | Bern       | Schweiz        | 2:0      | Island         |
| 02. | 9. Juni 1979      | Reykjavík  | Island         | 1:2      | Schweiz        |
| 03. | 16. November 1994 | Lausanne   | Schweiz        | 1:0      | Island         |
| 04. | 16. August 1995   | Reykjavík  | Island         | 0:2      | Schweiz        |
| 05. | 16. Oktober 2012  | Reykjavík  | Island         | 0:2      | Schweiz        |
| 06. | 6. September 2013 | Bern       | Schweiz        | 4:4      | Island         |
| 07. | 8. September 2018 | St. Gallen | Schweiz        | 6:0      | Island         |
| 08. | 15. Oktober 2018  | Reykjavík  | Island         | 1:2      | Schweiz        |

## Länderspielbilanz
Die nachfolgende Tabelle zeigt jene Nationalmannschaften, gegen die Island mindestens viermal angetreten ist. Insgesamt hat die isländische Nationalmannschaft 494 Länderspiele bestritten und dabei gegen 89 verschiedene Mannschaften gespielt, davon drei Amateur- und eine B-Mannschaft. Sie gewann 146 Spiele, erreichte 98 Unentschieden und verlor 250 Spiele.
Stand: 19. November 2024 nach dem Spiel gegen Wales
| Land          | Spiele | S  | U | N  | Tore  |
| ------------- | ------ | -- | - | -- | ----- |
| Norwegen      | 34     | 8  | 6 | 20 | 35:64 |
| Färöer        | 26     | 24 | 1 | 1  | 73:13 |
| Dänemark      | 25     | 0  | 4 | 21 | 15:78 |
| Schweden      | 17     | 2  | 3 | 12 | 18:39 |
| Frankreich    | 15     | 0  | 4 | 11 | 12:42 |
| Malta         | 15     | 11 | 1 | 3  | 33:10 |
| Türkei        | 15     | 8  | 3 | 4  | 26:18 |
| Finnland      | 14     | 4  | 3 | 7  | 15:21 |
| Belgien       | 13     | 0  | 0 | 13 | 8:44  |
| Niederlande   | 13     | 2  | 1 | 10 | 7:37  |
| Ungarn        | 12     | 3  | 1 | 8  | 12:24 |
| Irland        | 11     | 1  | 3 | 7  | 10:21 |
| DDR           | 11     | 1  | 1 | 9  | 5:26  |
| Liechtenstein | 11     | 8  | 2 | 1  | 35:6  |
| Spanien       | 10     | 1  | 2 | 7  | 6:15  |
| Albanien      | 9      | 4  | 2 | 3  | 12:11 |

| Land        | Spiele | S | U | N | Tore  |
| ----------- | ------ | - | - | - | ----- |
| Luxemburg   | 9      | 4 | 4 | 1 | 12:9  |
| Wales       | 9      | 1 | 2 | 6 | 8:19  |
| Schweiz     | 8      | 0 | 1 | 7 | 6:21  |
| Andorra     | 7      | 7 | 0 | 0 | 18:0  |
| Estland     | 7      | 3 | 3 | 1 | 10:4  |
| Kroatien    | 7      | 1 | 1 | 5 | 3:13  |
| Kuwait      | 7      | 2 | 4 | 1 | 4:3   |
| Lettland    | 7      | 2 | 3 | 2 | 12:12 |
| Polen       | 7      | 0 | 2 | 5 | 7:15  |
| Slowakei    | 7      | 1 | 1 | 5 | 9:16  |
| USA         | 7      | 2 | 2 | 3 | 9:12  |
| Zypern      | 7      | 3 | 3 | 1 | 6:3   |
| Deutschland | 6      | 0 | 1 | 5 | 1:18  |
| England     | 6      | 2 | 1 | 3 | 5:13  |
| Israel      | 6      | 1 | 3 | 2 | 12:12 |
| Nordirland  | 6      | 4 | 0 | 2 | 7:6   |

| Land                  | Spiele | S | U | N | Tore  |
| --------------------- | ------ | - | - | - | ----- |
| Nordmazedonien        | 6      | 1 | 2 | 3 | 5:9   |
| Saudi-Arabien         | 6      | 1 | 2 | 3 | 3:6   |
| Russland              | 6      | 1 | 1 | 4 | 2:8   |
| Schottland            | 6      | 0 | 0 | 6 | 3:12  |
| Sowjetunion           | 6      | 0 | 3 | 3 | 4:12  |
| Tschechien            | 6      | 2 | 0 | 4 | 8:12  |
| Armenien              | 5      | 2 | 2 | 1 | 5:3   |
| Bulgarien             | 5      | 0 | 1 | 4 | 7:12  |
| England (Amateure)    | 5      | 0 | 1 | 4 | 4:9   |
| Frankreich (Amateure) | 5      | 0 | 1 | 4 | 2:7   |
| Litauen               | 5      | 2 | 2 | 1 | 6 :2  |
| Mexiko                | 5      | 0 | 2 | 3 | 1:6   |
| Rumänien              | 5      | 1 | 1 | 3 | 2 :11 |
| Tschechoslowakei      | 5      | 0 | 1 | 4 | 3:11  |
| Ukraine               | 5      | 1 | 2 | 2 | 5:5   |